# Winterheart's Guild (videojuego)
Winterheart's Guild es un juego de rol creado por Zelian Games y hecho en colaboración por la banda de Power metal Sonata Arctica.
Después de un cataclismo la población de la tierra se dividió a un tercio de lo que era antes. El mundo se cubrió de nieve y hielo, era muy difícil la supervivencia porque los recursos eran escasos.
Para poder guardar la paz y la armonía en la tierra se forma el gremio de Winterheart: un grupo de héroes que dará la libertad al mundo. 